# Armée de terre birmane
L'armée de terre birmane (birman : တပ်မတော်(ကြည်း)) est la composante terrestre des forces armées birmanes (ou Tatmadaw).
L'armée de terre a toujours été la composante principale de la Tatmadaw et a toujours absorbé la plus grande partie du budget militaire du pays,. Elle a lutté contre de nombreux groupes insurgés depuis 1948, et simultanément acquis une réputation de brutalité.
Elle a été décrite par le Far Eastern Economic Review comme une des armées les plus expérimentées d'Asie du Sud-Est,.

## Équipement
Pour l'infanterie :
- pistolets mitrailleurs TZ-45 (BA-52), BA-94 (Uzi munie d'une crosse fixe en plastique type HK 33)
- fusils d'assaut HK G3 (BA-63//BA-72/BA-100), MA-11 (HK-33) et MA-1/MA-2/MA-4 (IMI Galil). Le MA-4 est un Galil muni d'un lance-grenade M-203 à demeure.
- des mitrailleuses MA-15 Rheinmetall MG3,
- des F-M légers MA-12 (version lourde du MA-11 proche du HK 13), BA-64 (G3A2 avec bipode et canon lourd appelé aussi G4) et MA-3 (Galil ARM)

Les véhicules blindés (T-55, T-72, BMP-1 etc) proviennent principalement de l'ancienne URSS. L'armée birmane possède également un nombre inconnu de chars VT-1A chinois.
Elle dispose en 2021 d'un reliquat de véhicules britanniques de la Seconde Guerre mondiale, dont des Universal Carrier.